# Очаковка
Оча́ковка (Тропарёвка, в верховьях также Тарасовка) — река на юго-западе Москвы, левый приток Раменки.
Длина — около 10 км, в том числе 7,4 км в открытом русле (из них 1,2 км через водоёмы). Площадь бассейна — 29,3 км².

## География и гидрография
Протекает по территориям районов Тёплый Стан, Тропарёво-Никулино, Очаково-Матвеевское и Раменки. Берёт начало из Ляхвинского оврага на склоне Теплостанской возвышенности на окраине ландшафтного заказника «Тёплый Стан» (вблизи станции метро Тёплый Стан). Пересекает улицу Академика Бакулева, проспекты Ленинский и Вернадского, улицы Академика Анохина и Никулинскую, Мичуринский проспект и улицу Лобачевского. Между улицами Академика Бакулева и Академика Анохина протекает под землёй.
Принимает слева Воронинский овраг, справа Кукринский ручей, Брёховский овраг, реку Самородинку и Ляхвинский ручей. В среднем и нижнем течении долина Очаковки сильно сужена.
В пойме два пруда — Теплостанский (Большой Тропарёвский) и Большой Очаковский (общая площадь — 7,6 га), в одном из которых водятся окунь, плотва, пескарь и ротан. Устье — у Мичуринского проспекта. Очаковка мощнее Раменки; в прошлом[когда?] считалась главной рекой по отношению к ней, то есть правым притоком реки Сетуни (под названием Тропарёвка).

## История
Река придаёт своеобразие архитектурно-ландшафтному облику города. На берегах Очаковки находились деревни Брёхово и Никулино, сёла Воронино, Богородское и Тропарёво, а также курганы вятичей: Тропарёвские (в среднем течении, в районе дома 60 по улице Академика Анохина) и Коньковские (в верхнем течении, в ландшафтном заказнике «Тёплый Стан», в районе дома 10, стр. 3 по улице Островитянова).
Истоки и долина реки (в Тропарёве) объявлены памятником природы. С 2006 года в ландшафтном заказнике «Тёплый Стан» между улицами Академика Анохина и Никулинской проводится благоустройство русла.
Долина левого притока, исток и долина Очаковки в Тёплом Стане являются памятниками природы.

## Происхождение названия
Название по селу Очаково, известному с XVII века.

## Экологические проблемы
В 2009 году был зафиксирован факт загрязнения её вод из близлежащих коллекторов.

## Фото

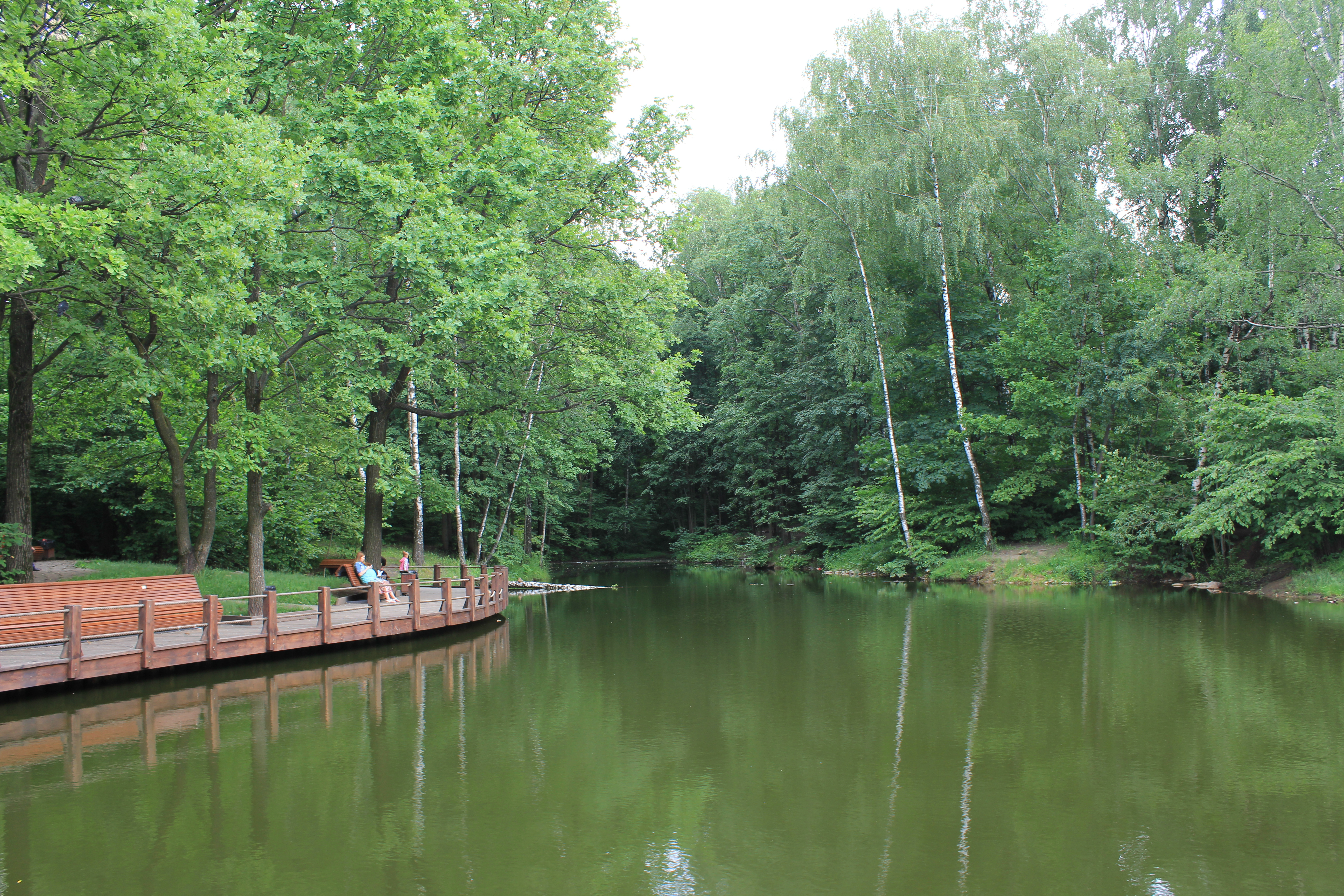
Пруд в Ляхвинском Овраге (ландшафтный заказник «Тёплый Стан») — исток реки.
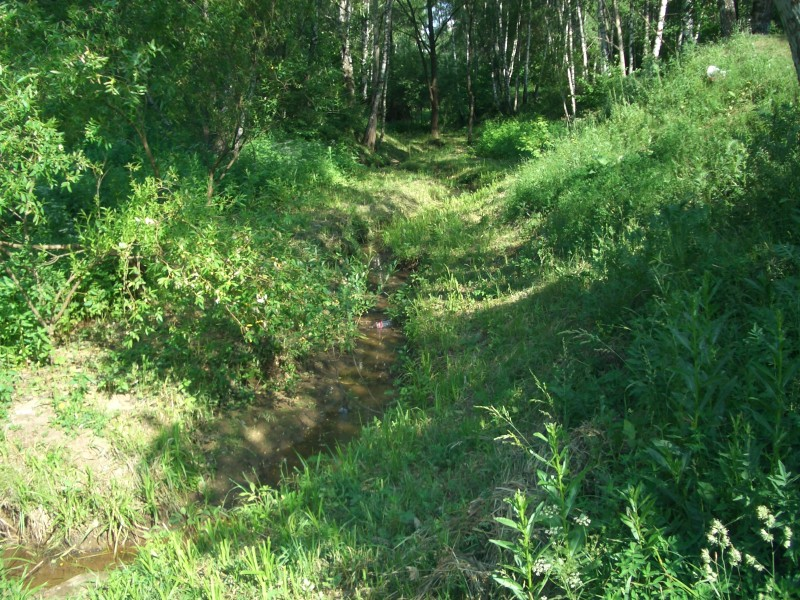
Долина Очаковки до реконструкции в 2007 г.
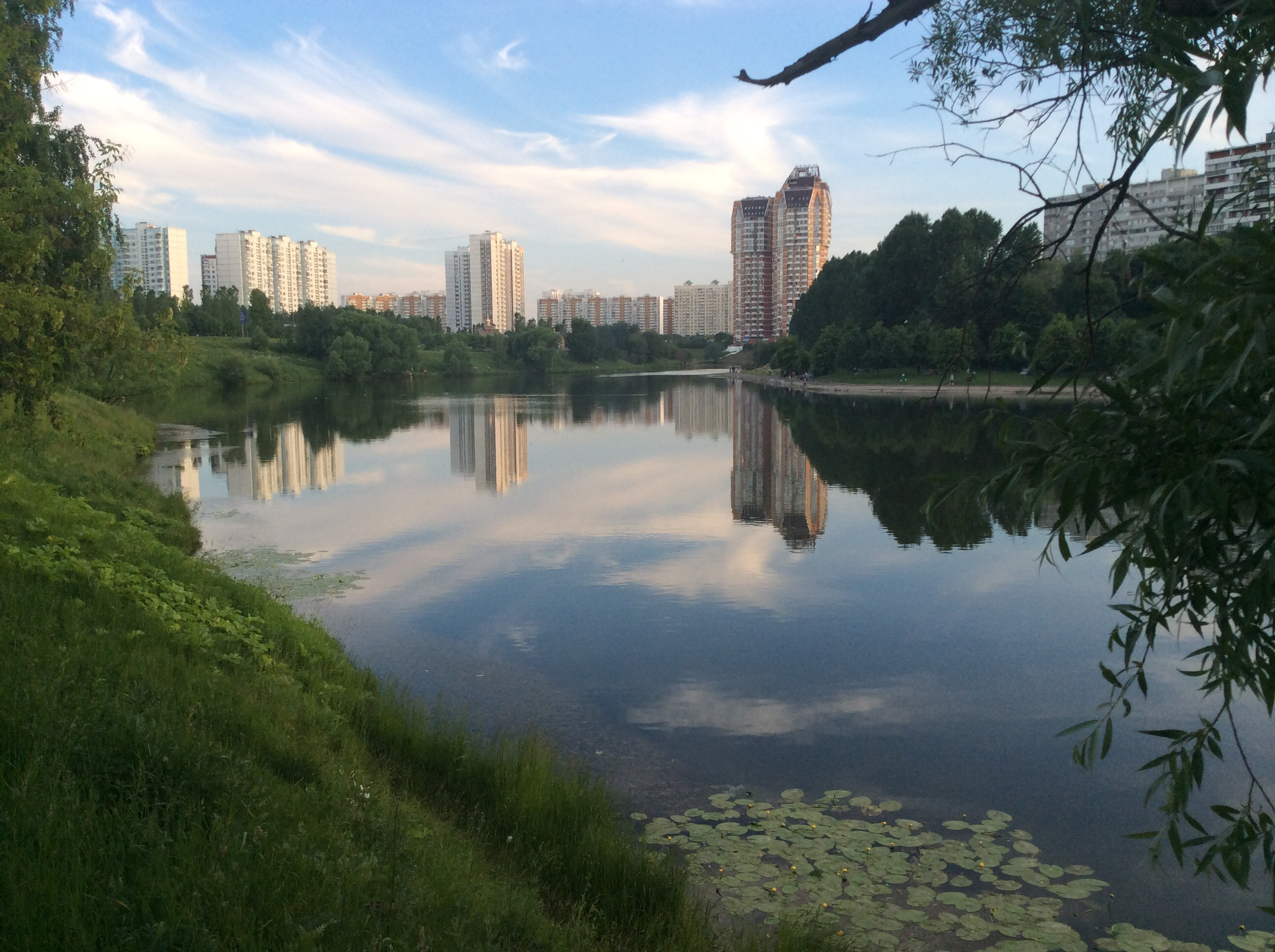
Большой Очаковский пруд летом.
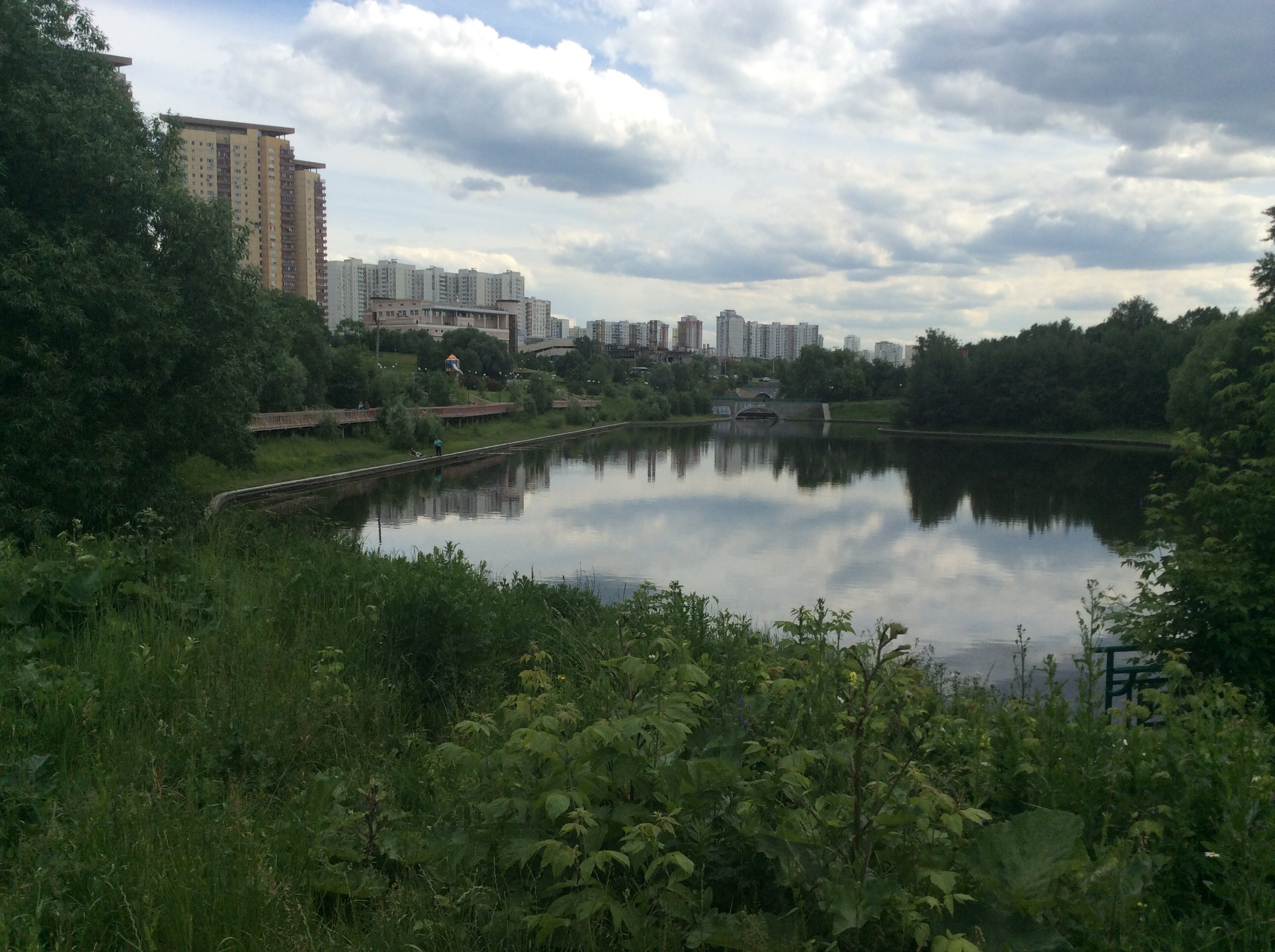
Очаковские (Никулинские) пруды
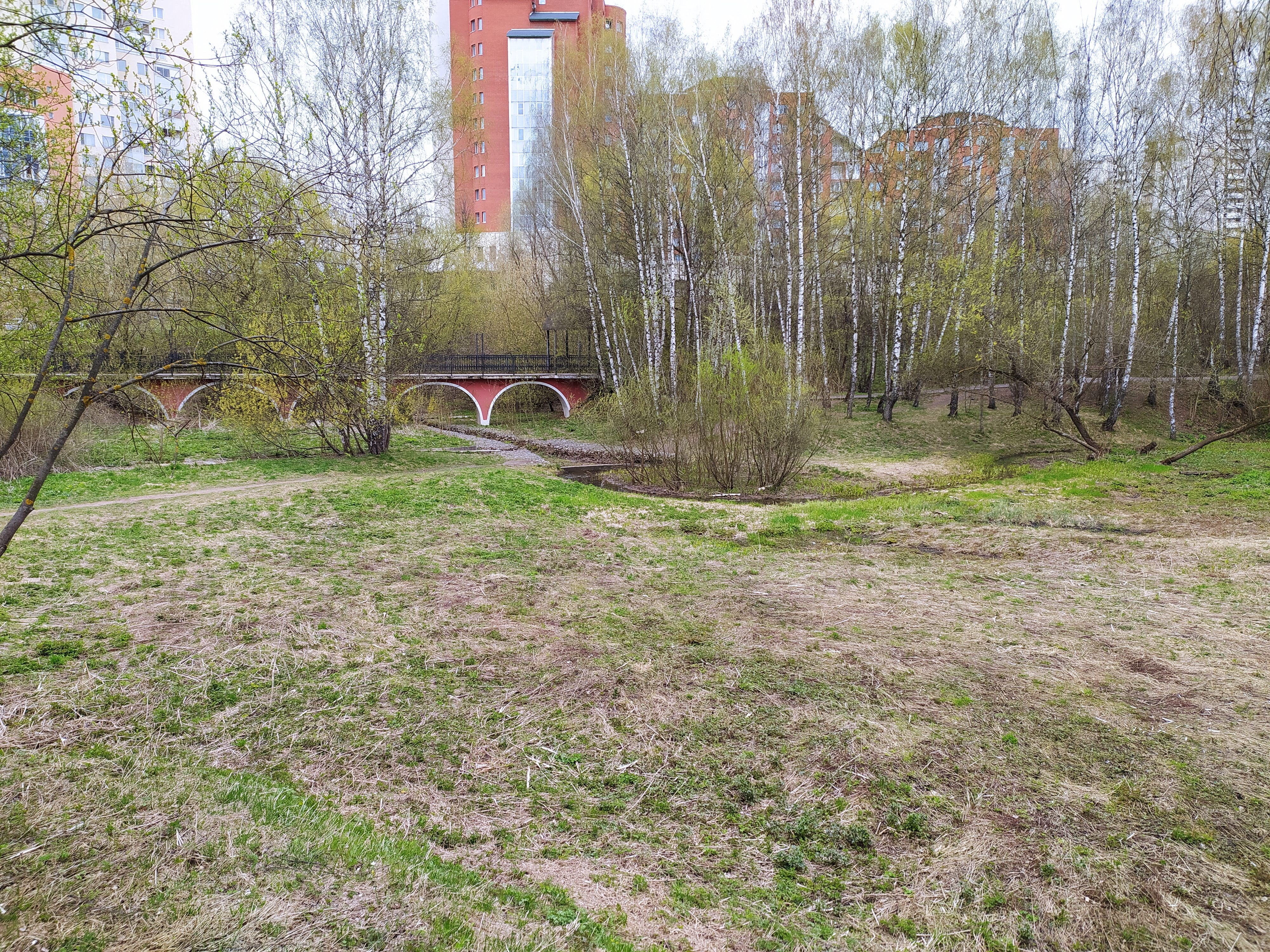
Долина реки в ландшафтом заказнике «Тёплый стан»
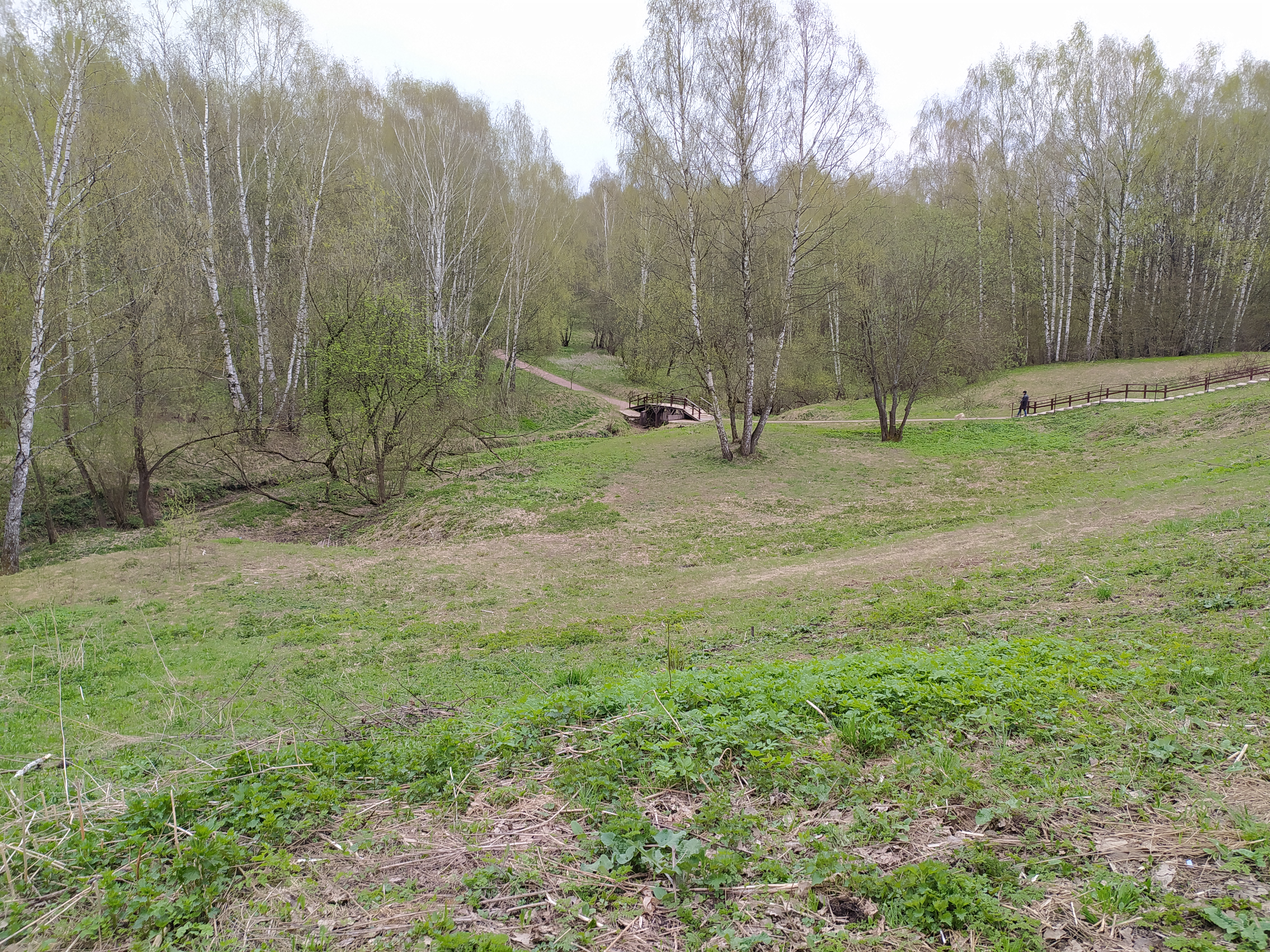
Мостик через реку в ландшафтном заказнике «Тёплый стан».
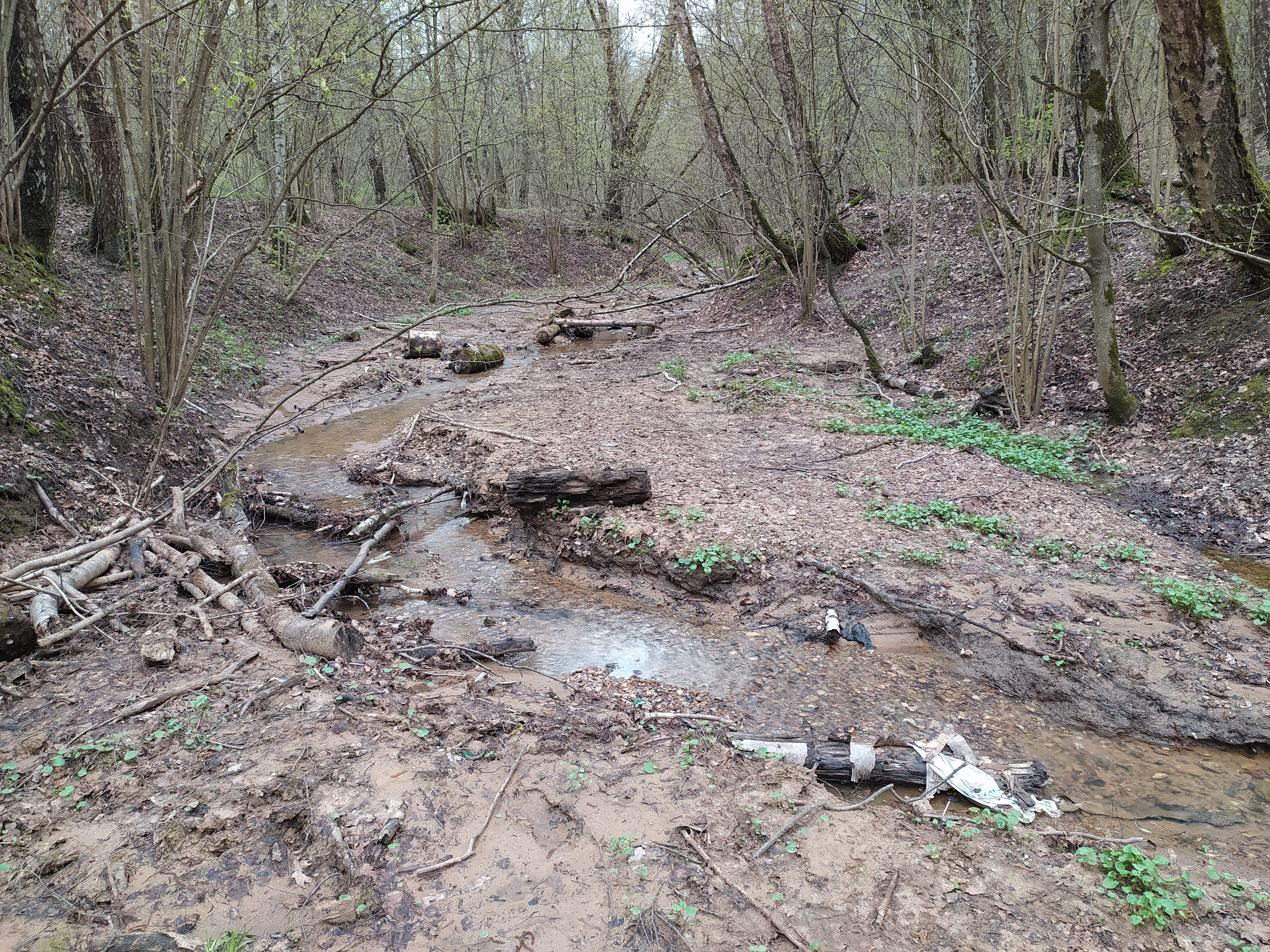
Долина реки перед её впадением в Теплостанский пруд.
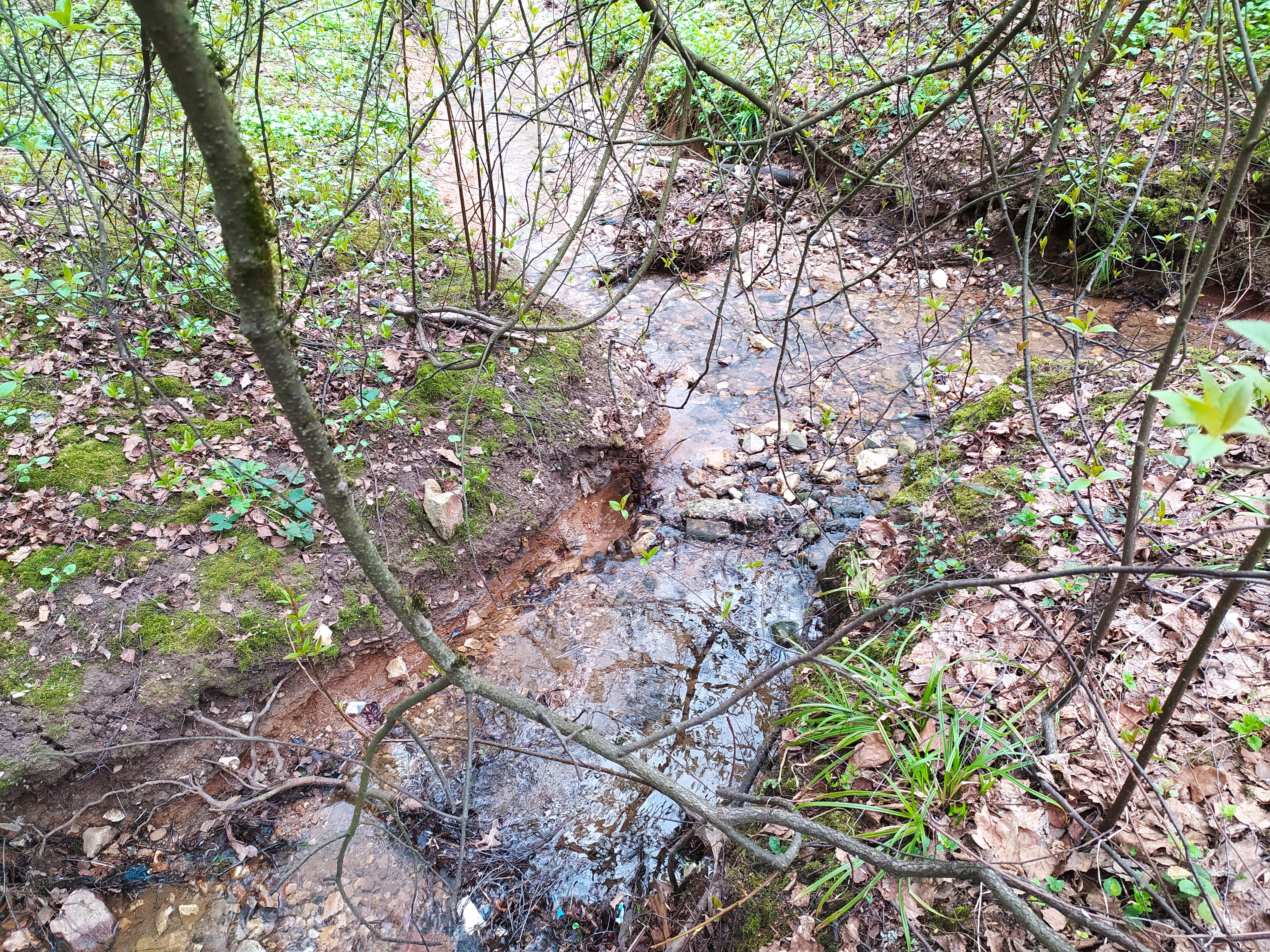
Слияние Ляхвинского (снизу слева) и Теплостанского (справа) ручьёв. В результате слияния образуется река Очаковка (сверху).
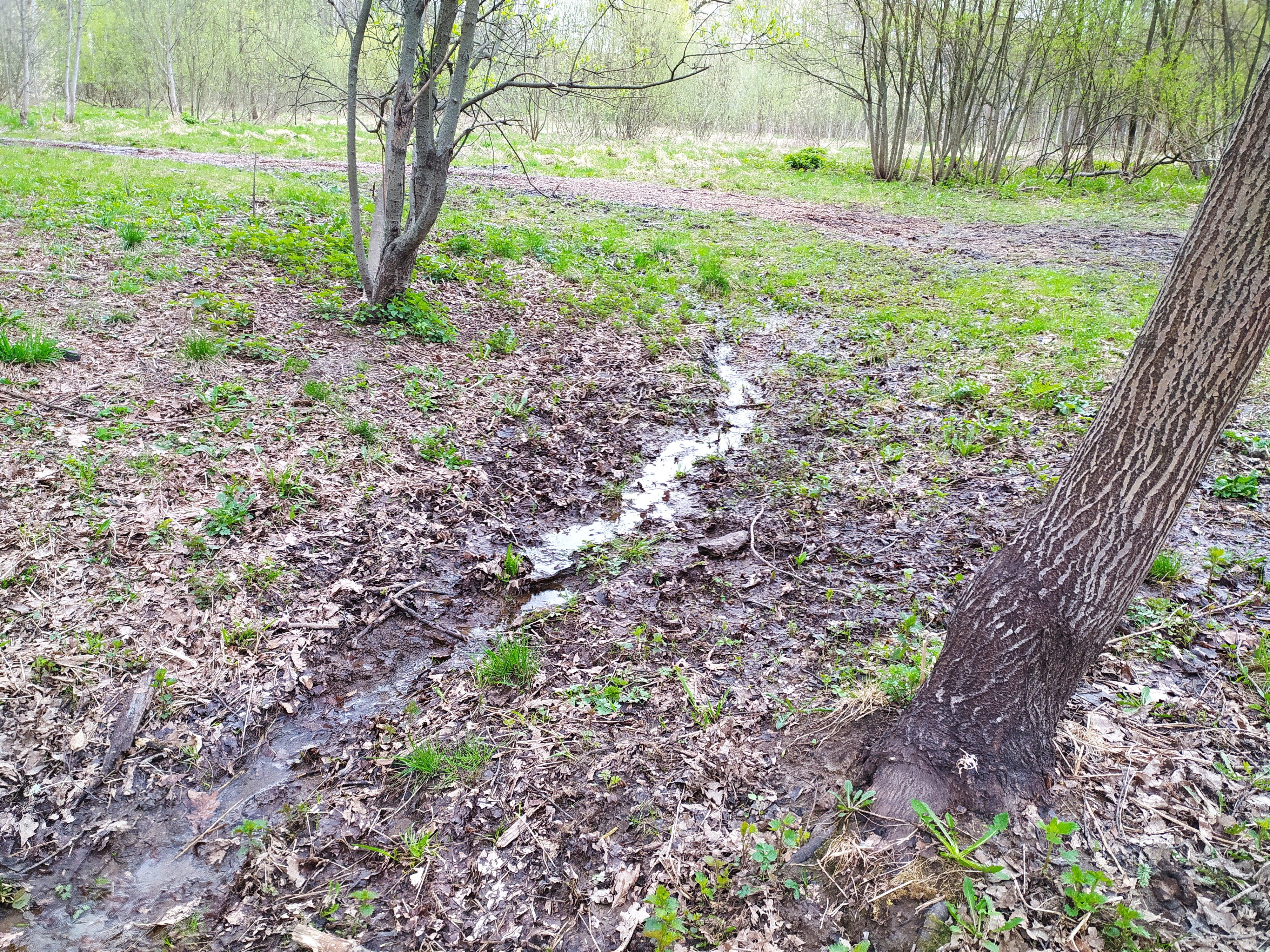
Один из истоков Очаковки (Теплостанский ручей) в ландшафтном заказнике «Тёплый стан».